# Linyphia lineola
Linyphia lineola är en spindelart som beskrevs av Pietro Pavesi 1883. Linyphia lineola ingår i släktet Linyphia och familjen täckvävarspindlar.
Artens utbredningsområde är Etiopien. Inga underarter finns listade i Catalogue of Life.